# Klępnica (struga)
Klępnica (Kanał Klępnica) – struga, prawostronny dopływ Regi o długości 2,54 km i powierzchni zlewni 11,15 km².
Struga płynie na Wysoczyźnie Łobeskiej, w woj. zachodniopomorskim. Wypływa z jeziora Klępnicko w kierunku południowym, gdzie uchodzi do Regi. 
Na zachód od wypływu Klępnicy z jeziora leży wieś Klępnica. Północna część strugi stanowi granicę między gminą Świdwin a gminą Łobez.